# Hendrik Jan Smidt
Hendrik Jan Smidt (Assen, 11 oktober 1831 - 's-Gravenhage, 14 maart 1917) was een Nederlands
politicus.
Smidt was een archivaris en griffier van de Staten van Drenthe, die als liberaal Kamerlid tot de getrouwen van Kappeyne van de Coppello behoorde en twee keer minister was. Hij werd in 1871 Tweede Kamerlid voor het district Assen ter vervanging van Thorbecke. Al snel behoorde hij tot de leidinggevende liberalen en werd minister van Justitie in het kabinet-Kappeyne van de Coppello. Na zijn aftreden werd hij staatsraad en Gouverneur van Suriname. De Hendrikschool in Paramaribo werd in 1913 naar hem zo genoemd. Keerde in 1888 terug als Kamerlid voor Emmen en werd opnieuw een van de leiders van de liberale fractie. Maakte verder deel uit van de parlementaire enquêtecommissie naar de toestanden in fabrieken en werkplaatsen. In 1891 werd hij opnieuw minister van Justitie in het kabinet-Van Tienhoven. Hij bracht de Faillissementswet tot stand.
- Biografisch Portaal: 04190675
- Digitale Bibliotheek voor de Nederlandse Letteren: smid007
- Gemeinsame Normdatei: 1146607113
- International Standard Name Identifier: 0000 0003 9782 3208
- Library of Congress Control Number: no2018000069
- Nederlandse Thesaurus van Auteursnamen: 068954735
- Parlement.com: vg09ll8ywcz5
- Virtual International Authority File: 59469475
- WorldCat: E39PBJkp7w7yr3r8tVkyQXHwG3